# Jimmy Rooney
James Rooney, detto Jimmy (Dundee, 10 dicembre 1945), è un ex calciatore australiano, di ruolo centrocampista.

## Carriera
Con la nazionale australiana ha partecipato al Mondiale 1974.